# Perfluor(N-methylmorpholin)
Perfluor(N-methylmorpholin) ist eine chemische Verbindung aus der Gruppe der Stickstoff-Sauerstoff-Heterocyclen und der PFAS. Es handelt sich um ein Derivat von N-Methylmorpholin.
Die Verbindung wurde 2019 in die SIN List von ChemSec aufgenommen.